# Хонольд, Готтлоб
Готтлоб Хонольд (нем. Gottlob Honold; 26 августа 1876, Лангенау — 17 марта 1923, Штутгарт) — немецкий инженер.
Отец Готтлоба Хонольда был дружен с отцом Роберта Боша, и в 1891 году Готтлоб Хонольд впервые поступил на работу в мастерскую фейнмеханики и электротехники Роберта Боша (Штутгарт). По окончании гимназии Ульма, учился в университете Штутгарта.
Работал ведущим инженером в мастерской Роберта Боша. Исполняя производственное поручение, в 1902 году представил систему зажигания от магнето высокого напряжения, включающую в себя высоковольтный кабель от магнето до электрода свечи. Усовершенствовал свечу зажигания, предложив жаропрочный сплав для электродов и керамический высоковольтный изолятор. В 1901 году Г. Хонольд принял приглашение стать директором по развитию компании Боша, где работал над задачами развития и улучшения систем зажигания двигателей внутреннего сгорания.